# Cécile Alzina
Pour les articles homonymes, voir Alzina.
Cécile Alzina, née le 25 juin 1981 à Nice, est une snowboardeuse française, spécialiste du half-pipe. Elle participe aux Jeux olympiques d'hiver de 2006 à Turin.

## Palmarès
- Coupe du monde
  - 1 victoire en half-pipe sur des épreuves de la Coupe du monde
  - 7e de la Coupe du monde de half-pipe en 2002
  - championne de France 2006 (isola 2000)